# Ehweiler
Ehweiler là một đô thị thuộc huyện Kusel, bang Rheinland-Pfalz, phía tây nước Đức. Đô thị Ehweiler có diện tích 3,57 km², dân số thời điểm ngày 31 tháng 12 năm 2006 là 177 người.